# Marcelo Saracchi
Marcelo Josemir Saracchi Pintos (Paysandú, 23 de abril de 1998) é um futebolista uruguaio que joga como lateral esquerdo, atualmente joga no Boca Juniors. 

## Carreira

### Juventude
Saracchi começou a jogar futebol no Progreso da Liga de Paysandú, e também já esteve na seleção departamental. Foi observado pelo Danubio de Montevidéu, que o convidou a participar das finais de 2011. Como seguiu as expectativas, foi transferido para continuar no ano seguinte com eles.